# Black (cantante)
Black, pseudonimo di Colin Vearncombe (Liverpool, 26 maggio 1962 – Cork, 26 gennaio 2016), è stato un cantante britannico.
Dopo un esordio nell'ambiente punk rock, raggiunse l'apice del successo alla fine degli anni ottanta con Wonderful Life.
Michael Hann del The Guardian descrisse la sua voce come «un baritono leggermente sfilacciato», mentre William Ruhlmann di AllMusic lo definì «cantante/cantautore dalla voce fumosa, le cui canzoni jazz-pop sofisticate e voce drammatica lo hanno deliberatamente posto tra Bryan Ferry e Morrissey».

## Biografia

### Carriera
La sua prima pubblicazione risale al singolo Human Features della Rox Records nel 1981. A quel tempo Black era in un gruppo composto anche da Dane Goulding (già Blazetroopers) come bassista e un altro compagno di scuola alla batteria. Il singolo fu seguito nel 1982 da More Than the Sun. In quell'occasione strinse amicizia con Dave "Dix" Dickie dei Last Chant e firmarono assieme il contratto con la WEA Records, con la quale incise alcuni singoli. Successivamente pubblicò con l'etichetta indipendente il brano Wonderful Life. Intuito il potenziale del brano, l'etichetta A&M mise il cantante sotto contratto lanciando il singolo che ottenne un successo internazionale alla fine degli anni ottanta e fu accompagnato dall'omonimo album di debutto dell'artista, cui seguirono altri due dischi pubblicati dalla A&M, Comedy e Black, che tuttavia non incontrarono lo stesso apprezzamento dell'opera d'esordio. In seguito, il cantante proseguì la sua attività con l'etichetta minore Nero Schwarz Records, talvolta pubblicando alcuni suoi dischi con il suo nome vero.

### Morte
Il 10 gennaio 2016 Black venne coinvolto in un incidente automobilistico vicino all'aeroporto di Cork, in Irlanda, dove risiedeva da diversi anni, e posto in coma indotto per le gravi lesioni cerebrali. Morì successivamente nel reparto di terapia intensiva del Cork University Hospital il 26 gennaio all'età di 53 anni. Lasciò la moglie Camilla e tre figli maschi, Marius, Max e Milan. Fu cremato il 4 febbraio.

## Discografia

### Album in studio
Come Black
- 1987 - Wonderful Life (A&M)
- 1988 - Comedy (A&M)
- 1991 - Black (A&M)
- 1993 - Are We Having Fun Yet? (Nero Schwarz Records)
- 2005 - Between Two Churches (Nero Schwarz)
- 2009 - Water On Stone (Nero Schwarz)
- 2015 - Blind Faith (Nero Schwarz)

Come Colin Vearncombe
- 1999 - The Accused (Nero Schwarz Records/East Central One)
- 2000 - Water On Snow (Nero Schwarz)
- 2002 - Smoke Up Close (Nero Schwarz)
- 2009 - The Given (Nero Schwarz)

### Album dal vivo
- 2000 - Abby Road Live (Nero Schwarz)
- 2001 - Live at the Bassline Johannesburg (Nero Schwarz)
- 2004 - Blackleg Vol. 1 - CV Live 2003 (Nero Schwarz)
- 2005 - Blackleg Vol. 2 - CV Live 2004 (Nero Schwarz)
- 2007 - Blackleg Vol. 3 - Black Live in 2005 (Utopian Station)
- 2007 - Road to Nowhere - Live 2007 (Nero Schwarz)
- 2015 - Live 2015 (Nero Schwarz)

### Raccolte
- 1987 - Black (WEA)
- 1996 - Master Series (A&M)
- 2000 - Millennium Edition (A&M)
- 2000 - The Collection (Spectrum Music)
- 2007 - Black: C.V. (Nero Schwarz)
- 2011 - Any Colour You Like (Nero Schwarz)

### EP
- 1988 - At the Tokyo Power Station (A&M)
- 1991 - Fly Up to the Moon (A&M)
- 2005 - Two Churches (Nero Schwarz)
- 2008 - Small Pieces (Nero Schwarz)
- 2012 - EP: I (Nero Schwarz)
- 2013 - EP: II (Nero Schwarz)

### Singoli
- 1981 - Human Features
- 1982 - More Than the Sun
- 1984 - Hey presto

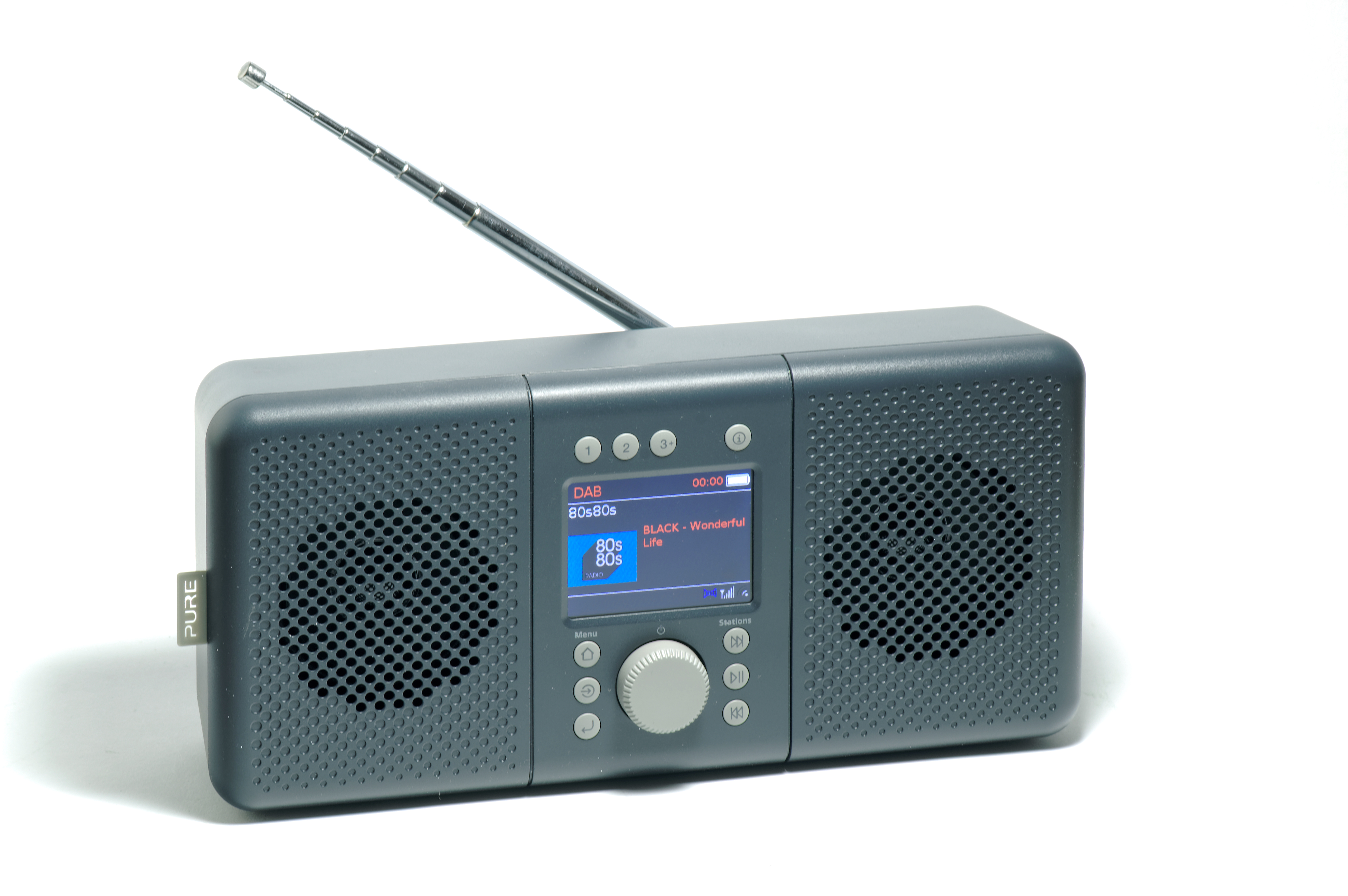
Wonderful Life su DAB+

- 1985 - More Tha the Sun (nuova versione)
- 1986 - Wonderful Life
- 1987 - Everything's Coming Up Roses
- 1987 - Sweetest Smile
- 1987 - I'm Not Afraid
- 1988 - Paradise
- 1988 - The Big One
- 1988 - You're a Big Girl Now
- 1988 - Now You're Gone
- 1989 - Wonderful Life (nuova versione)
- 1989 - I Can Laugh About It Now
- 1991 - Feel Like Change
- 1991 - Here It Comes Again
- 1991 - Fly Up to the Moon (feat. Sam Brown)
- 1993 - Don't Take the Silence Too Hard
- 1993 - Wishing You Were Here
- 1993 - Just Like Love
- 1999 - Sleeper
- 2000 - Number One
- 2006 - It's a Heartbeat
- 2008 - What Makes a Fool
- 2008 - Grievous Angel
- 2008 - Tonight We Cross the River
- 2009 - Walk on Frozen Water
- 2009 - Blondes
- 2009 - Agnes Prayer
- 2012 - California
- 2015 - When It's All Over/Womanly Panther
- 2015 - Ashes of Angel
- 2015 - Wicked Game